# 锦江国际集团
錦江國際（集團）有限公司（英語：Jin Jiang International Holdings Co., Ltd.）是中國大陸規模最大的旅遊业企業集團之一，總部設在上海。锦江国际集团的前身为1984年3月12日成立的上海市锦江联营公司，2003年6月与上海新亚（集团）有限公司合并重组后更名。
集团以酒店管理与投资、旅行服务及相关运输服务为主营业务，也参与不动产，贸易和金融业务，业务遍及世界各地，以中国大陆地区为主。集团管理及运营许多沪上酒店，诸如上海锦江饭店、和平飯店、国际饭店、金门大酒店和华亭宾馆等。而集团同样拥有如锦江之星这样的经济型酒店品牌。截至2019年10月，集团提前实现拥有10000家酒店、100万间客房的目标，共拥有涵盖高端、中端及低端的连锁品牌48个，为全球第二大酒店集团，仅次于万豪国际集团。
集团旗下拥有上海錦江國際酒店（集團）股份有限公司、上海錦江國際旅遊股份有限公司、上海锦江在线网络服务股份有限公司在内的3个上市公司。此外，錦江國際也开设有一个国际电商平台-錦江國際電子商務有限公司，从事产品的网络销售工作。錦江國際还在上海开办有锦江国际理诺士酒店管理学院。

## 历史

### 前史
锦江国际集团的前身为锦江集团、新亚集团、华亭集团、上海中国国际旅行社和上海食品集团。1954年7月，中国国际旅行社上海分社成立，该社于1980年转为企业。1992年5月更名为“上海中国国际旅行社”。
1979年起，上海市机关事务管理局将锦江饭店、和平饭店、上海大厦、国际饭店、衡山宾馆、华侨饭店、静安宾馆、龙柏饭店、达华宾馆、申江饭店列为涉外饭店。1984年3月12日，上述10家饭店和上海友谊汽车服务公司联合组建上海市锦江联营公司，归上海市人民政府管理。同年又成立了上海市华亭联营公司、上海市新亚（集团）联营公司。1985年12月，锦江联营公司更名为锦江（集团）联营公司。1988年5月，上海大厦、衡山宾馆、扬子饭店（原申江饭店）、浦江饭店转为新成立的衡山集团管理。1990年6月2日，锦江（集团）联营公司归上海市旅游事业管理局管理。1995年4月，锦江（集团）联营公司改制为国有独资企业，由上海市国有资产管理委员会出资。
1993年5月，原隶属新亚集团的上海市食品公司和上海市禽蛋公司合并组建上海市食品（集团）公司。1999年至2002年，锦江集团、华亭集团、上海国旅合并，整合为新的锦江集团；食品集团重新与新亚集团合并。

### 合并重组
2003年6月，锦江集团与新亚集团整合，组建锦江国际（集团）有限公司。新的锦江国际集团于6月9日在锦江饭店小礼堂挂牌。同年8月，锦江国际集团旗下三家上市公司新亚股份、新锦江和上海中旅更改公司名称并筹划重组，计划将旗下酒店、旅游、客运物流三大核心产业资产整体上市。2004年1月，新锦江更名为“上海锦江国际实业投资股份有限公司”，业务由酒店业转型为客运服务和物流业。2005年7月，原新亚集团更名为锦江酒店，同时通过股权收购或转让，剥离非核心资产。2006年，新亚股份更名为锦江股份，同年12月锦江酒店在香港上市。
2009年12月20日，锦江酒店与美国的德尔集团达成协议以5.87亿港元收购州逸酒店与度假村（IHR）50%的权益。

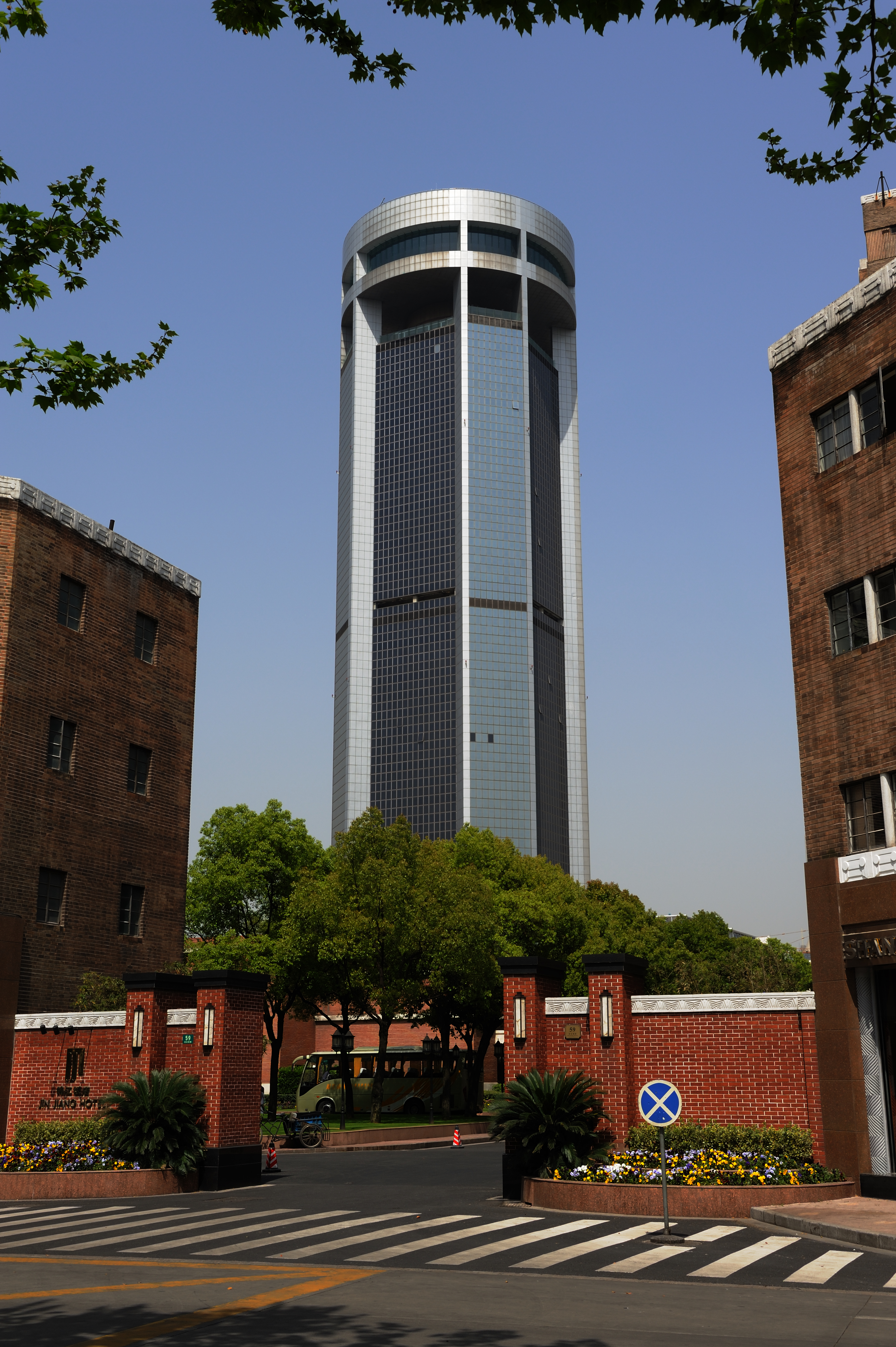
集团旗下上海锦江饭店正门和新锦江大酒店

2013年11月12日，上海錦江國際與美國喜達屋資本集團（Starwood Capital Group）簽署協議，後者以超過12億歐元（約合14.9億美元）向錦江出售盧浮集團（Louvre Group）和全資子公司盧浮酒店集團（Louvre Hotels Group）100%的股權。喜達屋資本曾於2005年斥資32億美元收購了當時名為Société du Louvre的盧浮酒店集團。
2015年9月18日，锦江股份斥資82.6937億元人民币，收購經營7天酒店品牌的鉑濤集團81.0034%權益。
2016年4月，集团旗下锦江股份以17.488亿元人民币收购维也纳酒店80%股权。
2018年年中，原属海航集团的丽笙酒店集团出售予锦江国际集团為首的財團。

## 业务

### 上市公司
| 公司名稱                         | 內部簡稱 | 上市類型 | 上市股票                                      |
| -------------------------------- | -------- | -------- | --------------------------------------------- |
| 上海錦江資本有限公司             | 錦江資本 | H股      | 港交所除牌前：2006                            |
| 上海錦江國際酒店股份有限公司     | 錦江股份 | A股、B股 | 上交所：600754/900934，简称：锦江股份/锦江B股 |
| 上海錦江國際旅遊股份有限公司     | 錦江旅遊 | B股      | 上交所：900929，简称：锦旅B股                 |
| 上海錦江在线网络服务股份有限公司 | 錦江在线 | A股、B股 | 上交所：600650/900914，简称：锦江在线/锦在线B |

### 錦江資本

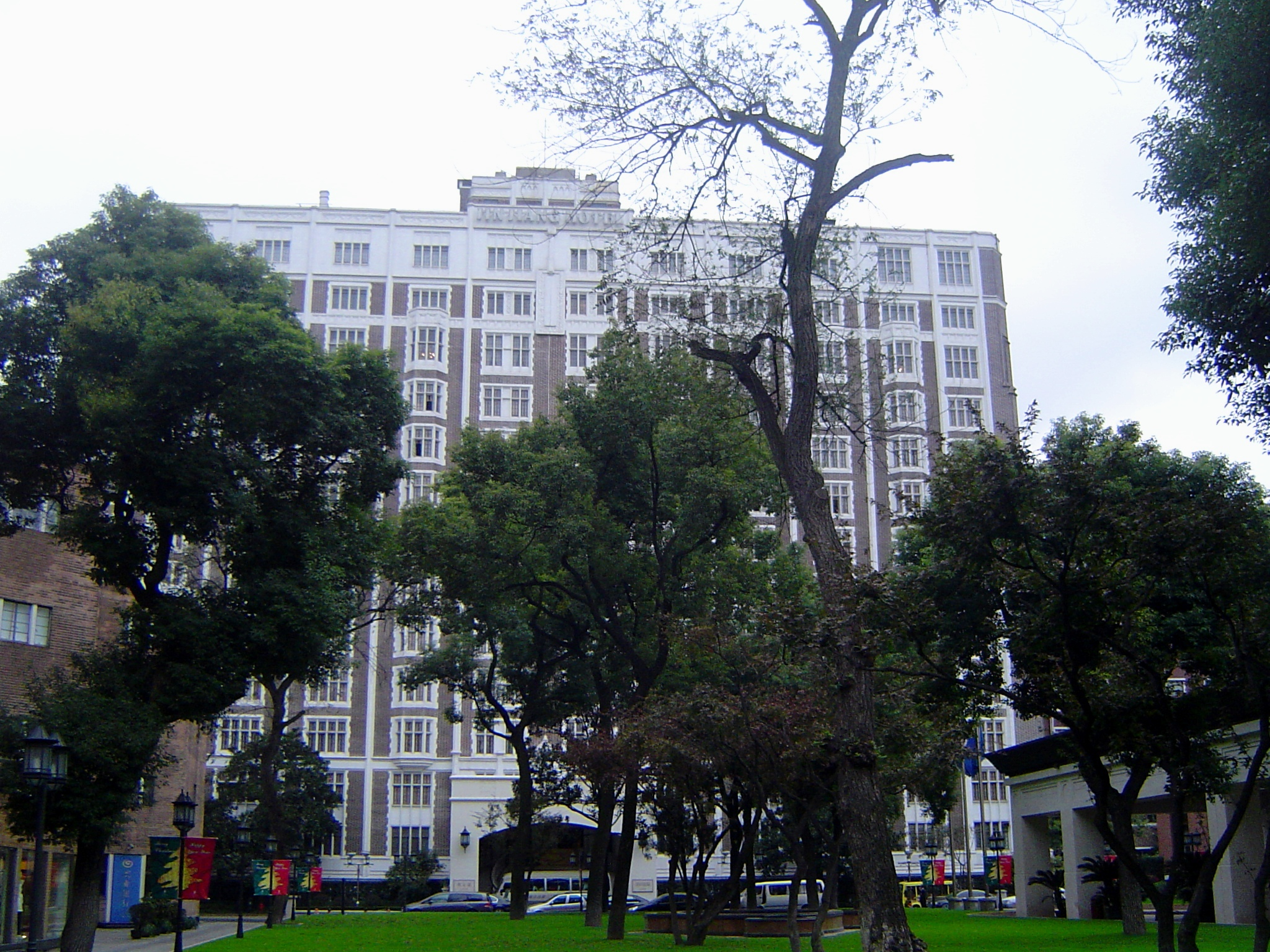
锦江饭店

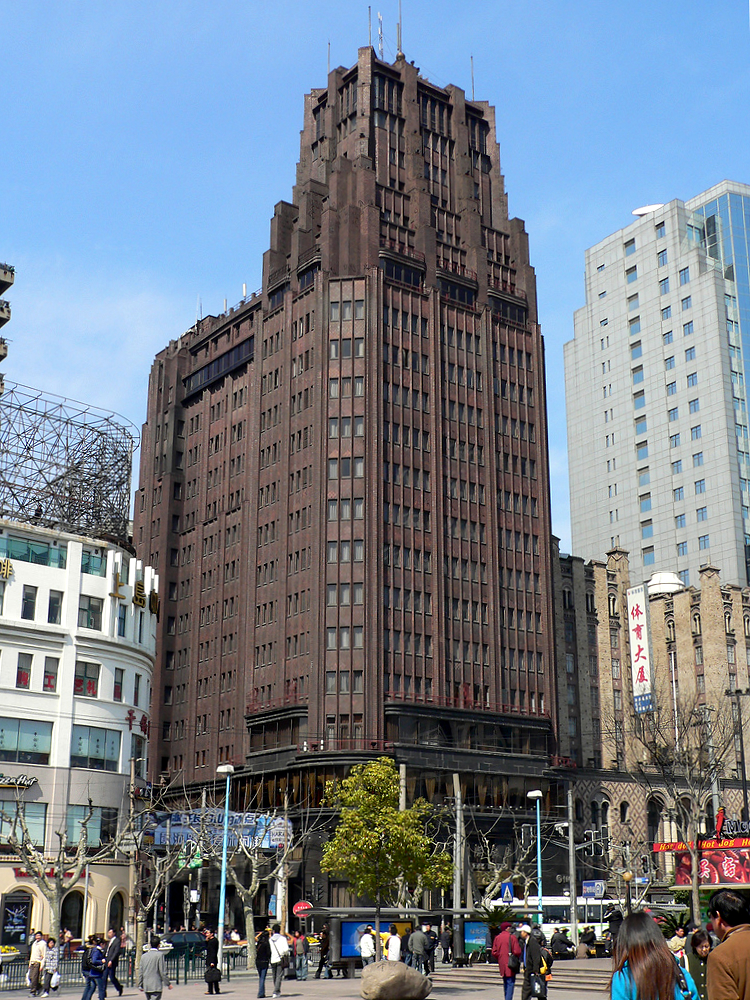
集团旗下上海国际饭店

上海錦江資本有限公司（简称錦江資本）；英語：）是中国主要的酒店集团之一，主要从事酒店营运与管理、餐厅营运、客运物流、旅游代理等业务。2012年，公司收入138.84亿元人民币，资产总值达192.59亿元，均比前一年有所增长。
集团由母公司锦江国际集团持股75%，由公众持股25%。集团管理及投资的131家星级酒店业务由锦江酒店管理公司经营。经济型酒店及连锁餐饮由上海錦江國際酒店發展股份有限公司经营。客运物流由錦江投資管理。而旅社及旅游业务则由錦江旅遊负责。
截止至2012年，該集團旗下擁有或管理共计1031家国内酒店和旅館的147,053间客房，包括全資酒店和接受酒店業主委託經營管理的其他酒店和旅館。若包含州逸酒店与度假村（IHR）所管理的海外酒店，锦江酒店共遍布于全球7个国家，在美国、印度、俄罗斯、荷兰、比利时和加拿大共管理及拥有370家酒店。
其中，在中国，锦江資本全资拥有上海锦江饭店、上海和平饭店、上海新锦江大酒店、武汉锦江大酒店四家五星级酒店，拥有华亭宾馆和上海锦江汤臣大酒店50%的权益，并且控股上海扬子江万丽大酒店与北京昆仑饭店。在四星级酒店方面，集团全资拥有上海国际饭店、上海宾馆、上海虹桥宾馆、上海银河宾馆、上海龙柏饭店、西安西京国际饭店在内的9家酒店，拥有上海建国宾馆65%的权益和江苏南京饭店40%的权益。此外，集团还拥有7间三星级酒店，包括上海金门大酒店、上海新亚大酒店和新城饭店。集团亦有经营静安面包房。
2019年8月16日，上海錦江國際酒店(集團)股份有限公司改稱上海錦江資本股份有限公司，股份簡稱亦改為錦江資本。
2022年5月5日，锦江资本从港交所退市，重新私有化。

### 锦江股份
上海锦江国际酒店发展股份有限公司（简称锦江股份）以经济型酒店和餐饮为主要业务。2018年，公司收入146.97亿元人民币，资产总值达401.3亿元，利润为10.82亿元，均比前一年有所增长。截止至2018年12月31日，公司旗下的直营或加盟酒店共有7443家，客房总数达到732701间；已经签约的酒店规模合计达到10898家，已经签约的酒店客房规模合计达到1108224间。
锦江股份运营的酒店品牌包括锦江之星、百时快捷、金广快捷、白玉兰、锦江之星风尚、锦江之星品尚；旗下铂涛集团运营的酒店品牌包括7天酒店、H12、AMERON、希岸、喆啡、麓枫、潮漫、ZMAX、非繁城品、希尔顿欢朋酒店（中国大陆区，与希尔顿全球酒店集团合营）、IU、派；旗下维也纳精品连锁酒店运营的酒店品牌包括维纳斯皇家酒店、维纳斯度假村酒店、维也纳国际酒店、维也纳酒店、维也纳智好酒店、維也納3好酒店、维也纳好眠酒店、维也纳公寓和维也纳大健康酒店。此外锦江股份亦有经营盧浮酒店集團旗下酒店和时尚之旅（时尚之旅酒店管理公司）旗下酒店。2018年，21家时尚之旅酒店接入锦江统一预定平台，并更名为锦江都城酒店。

#### 锦江之星

位于上海莘庄的锦江之星酒店

锦江之星（英語：Jinjiang Inn）是中国大陆第一家连锁经济型酒店品牌。其创立于1996年，注册资本人民币17971.22万元。酒店业务遍及全国31个省及直辖市。2016年，锦江之星品牌分为标准型的锦江之星、升级版的锦江之星品尚以及个性版的锦江之星风尚。截至2018年年末，锦江之星共开业1049家连锁酒店，2012年营业收入达21亿元，净利润2.4亿元。

#### 锦江餐饮
上海锦江国际餐饮投资管理有限公司（简称锦江餐饮）涉及中西餐、酒店餐饮等多种的餐饮投资与管理。公司全资拥有主要生产月饼、糕点及速冻面米制品的上海新亚食品有限公司。此外，公司还持有上海新亚大家乐餐饮有限公司（新亚大包）75%、上海锦江同乐餐饮管理有限公司51%、上海肯德基有限公司42%和上海吉野家42.815%的股权。

### 錦江投資
上海锦江国际实业投资股份有限公司（简称锦江投资）是从事投资城市客运、物流等产业的上市公司。是锦江国际旗下主要负责客运物流的子公司。公司拥有上海锦江汽车服务有限公司95%股份、锦海捷亚国际货运有限公司65%股份、上海大众新亚出租汽车股份有限公司49.5%股份。

### 錦江旅遊
上海锦江国际旅游股份有限公司（简称锦江旅游）是锦江国际旗下主营旅行社业务的上市公司，由原上海中国国际旅行社股份有限公司、上海锦江旅游有限公司、上海华亭海外旅游公司、上海旅行社等公司整合而成。截至2013年6月，公司上半年营业额为8.86亿元人民币，资产总值达14.08亿元。

## 知名员工
- 海岩：著名作家，锦江国际集团原副总裁兼集团北方管理有限公司董事长、总经理，2021年4月29日辞职[25]
- Edmond Zhang: 優秀員工代表，以最無可挑剔的儀容標準及衣着著名，及其精準總結能力帶領團隊

## 外部連結
- 錦江國際集團（页面存档备份，存于）
- 錦江酒店（上市公司） （页面存档备份，存于）
- 錦江酒店（页面存档备份，存于）
- 錦江都城酒店管理有限公司（页面存档备份，存于）
- 錦海捷亞國際貨運公司（页面存档备份，存于）
- 上海錦江國際旅遊股份有限公司（页面存档备份，存于）